# Stuart Skinner
Stuart Daniel Skinner (* 1. November 1998 in Edmonton, Alberta) ist ein kanadischer Eishockeytorwart, der seit Mai 2018 bei den Edmonton Oilers aus der National Hockey League (NHL) unter Vertrag steht und dort seit November 2021 regelmäßig zum Einsatz kommt. Skinner wurde im NHL Entry Draft 2017 in der dritten Runde von den Oilers ausgewählt und im Jahr 2023 ins NHL All-Rookie Team gewählt.

## Karriere
Skinner kam im Verlauf der Saison 2013/14 zu ersten Einsätzen für die Lethbridge Hurricanes in der kanadischen Juniorenliga Western Hockey League (WHL), nachdem er zuvor in den unteren Juniorenklassen der Provinz Alberta für den South Side Athletic Club aus seiner Geburtsstadt Edmonton gespielt hatte. Mit Beginn des Spieljahres 2014/15 wurde der Torwart als Stammkraft von den Hurricanes eingesetzt und behielt diesen Posten bis Anfang Januar 2018, ehe er in einem insgesamt sieben Spieler und drei Draft-Wahlrechte umfassenden Transfergeschäft an den Ligakonkurrenten Swift Current Broncos abgegeben wurde. Zwischenzeitlich war er im NHL Entry Draft 2017 von den Edmonton Oilers aus der National Hockey League (NHL) in der dritten Runde an 78. Stelle ausgewählt worden. Mit den Broncos, wo er ein Gespann mit Joel Hofer bildete, gewann Skinner am Ende der Saison 2017/18 die Meisterschaft der WHL in Form des Ed Chynoweth Cups. Im anschließend ausgetragenen Memorial Cup schied die Mannschaft jedoch nach drei Niederlagen vorzeitig aus.

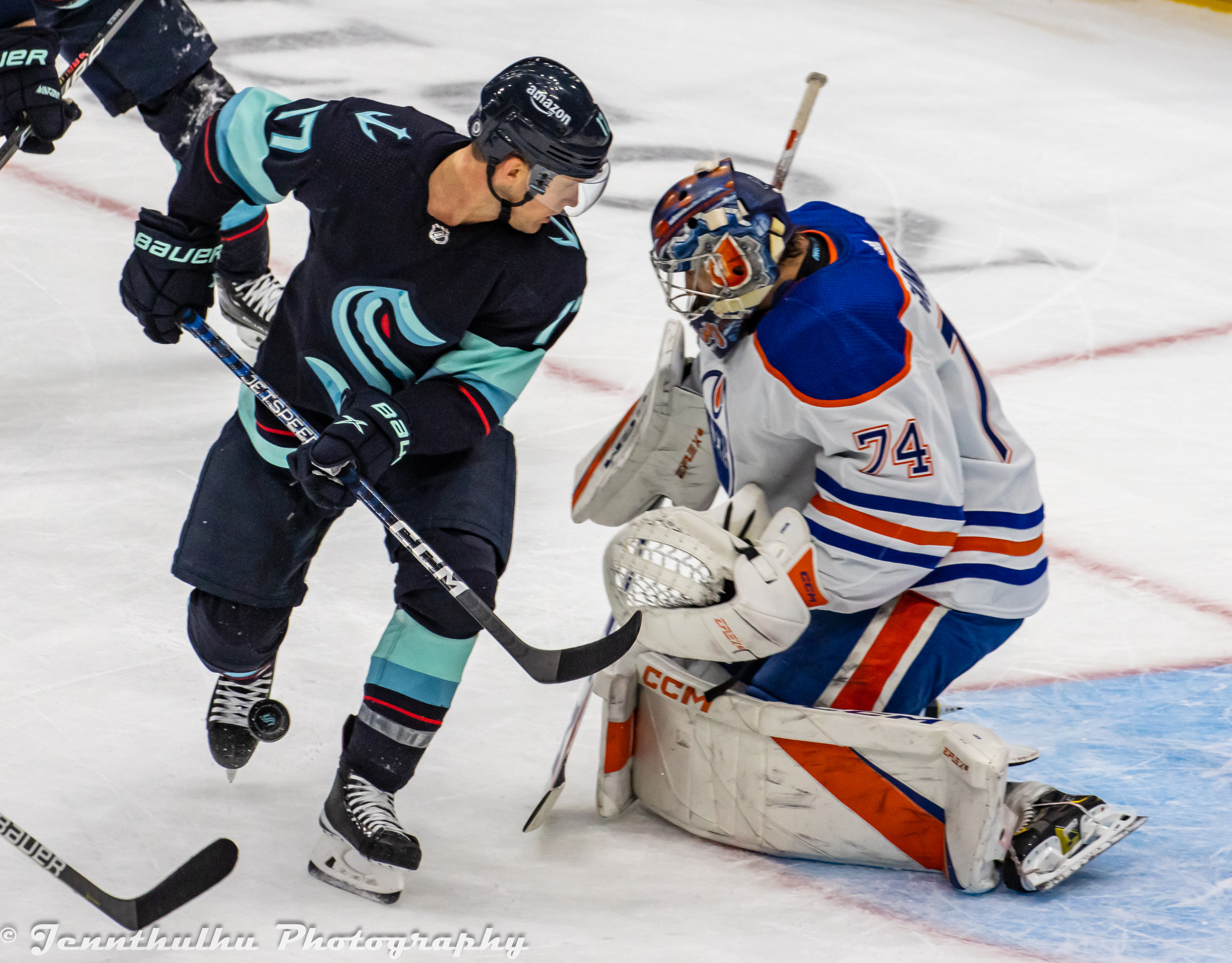
Skinner im Tor der Edmonton Oilers (2023)

Im Anschluss an seine Zeit bei den Junioren wurde der Torhüter im Mai 2018 von den Edmonton Oilers mit einem NHL-Einstiegsvertrag ausgestattet. In seinen ersten beiden Profijahren kam Skinner aber ausschließlich für die Farmteams der Oilers zu Einsätzen. Das Spieljahr 2018/19 verbrachte er zu großen Teilen bei den Wichita Thunder in der ECHL, während er in der Spielzeit 2019/20 vermehrt für die Bakersfield Condors in der American Hockey League (AHL) zu Einsatzminuten kam. Bei den Condors hatte er bereits im Vorjahr in der AHL debütiert. Mit Beginn der Saison 2020/21 stand der Schlussmann in den folgenden beiden Spielzeiten ausschließlich im Tor in Bakersfield – mit der Ausnahme seines NHL-Debüts Ende Januar 2021 bei einem 8:5-Sieg über die Ottawa Senators. In der Spielzeit 2021/22 pendelte Skinner als dritter Mann in Edmontons Torwartrotation zwischen den NHL- und AHL-Aufgeboten der Organisation. Hinter Mikko Koskinen und Mike Smith wurde er 13-mal in der NHL eingesetzt, während er für die Condors in 35 Partien auf dem Eis stand.
Zur Saison 2022/23 strukturierten die Oilers sich auf der Torhüterposition neu. Sie trennten sich über den Sommer 2022 von Koskinen, mussten den langzeitigen Verletzungsausfall von Smith kompensieren und verpflichteten Jack Campbell. Campbell war zum Saisonbeginn als Starter gesetzt, im Saisonverlauf löste ihn Skinner jedoch auf dieser Position ab. In der Folge wurde er zum NHL All-Star Game eingeladen und am Ende der Spielzeit ins NHL All-Rookie Team berufen. Nachdem zum Beginn der Saison 2023/24 Skinner erneut als Ersatzmann – diesmal von Calvin Pickard – fungierte, erhielt er unter dem neuen Cheftrainer Kris Knoblauch seinen Stammplatz im Tor alsbald zurück. In den Playoffs 2024 erreichte er mit den Oilers das Finale um den Stanley Cup, unterlag dort allerdings den Florida Panthers mit 3:4. Gleiches geschah am Ende der Playoffs 2025, als Edmonton mit 2:4 erneut an den Panthers scheiterte.

### International
Für sein Heimatland nahm Skinner im Juniorenbereich an der World U-17 Hockey Challenge im November 2014 und der U18-Junioren-Weltmeisterschaft 2016 teil. Bei der World U-17 Hockey Challenge belegte der Torwart mit der Auswahlmannschaft Canada Black den siebten Rang und damit vorletzten Rang. Eineinhalb Jahre später fungierte er bei der U18-WM als Ersatzmann von Evan Fitzpatrick und kam zu drei Einsätzen. Im Endklassement verpassten die Kanadier nach Niederlagen im Halbfinale und dem Spiel um den dritten Platz eine Medaille knapp.

## Erfolge und Auszeichnungen
| - 2018 Ed-Chynoweth-Cup-Gewinn mit den Swift Current Broncos - 2021 AHL-Torwart des Monats April - 2023 Teilnahme am NHL All-Star Game | - 2023 NHL-Rookie des Monats März - 2023 NHL All-Rookie Team |

## Karrierestatistik
Stand: Ende der Saison 2024/25

### International
Vertrat Kanada bei:
- World U-17 Hockey Challenge November 2014
- U18-Junioren-Weltmeisterschaft 2016

(Legende zur Torhüterstatistik: GP oder Sp = Spiele insgesamt; W oder S = Siege; L oder N = Niederlagen; T oder U oder OT = Unentschieden oder Overtime- bzw. Shootout-Niederlage; Min. = Minuten; SOG oder SaT = Schüsse aufs Tor; GA oder GT = Gegentore; SO = Shutouts; GAA oder GTS = Gegentorschnitt; Sv% oder SVS% = Fangquote; EN = Empty Net Goal; 1 Play-downs/Relegation; Kursiv: Statistik nicht vollständig)